# Championnats de France de cyclisme sur piste 2009
Les championnats de France de cyclisme sur piste 2009 se sont déroulés du 27 juillet au 2 août sur le vélodrome Amédée-Détraux, à Baie-Mahault, en Guadeloupe.  
Dans certaines épreuves les coureurs espoirs courent avec les élites, c'est le meilleur espoir à la fin qui est déclaré champion de France espoirs même s'il est battu par des élites.

## Résultats

### Hommes
| Compétitions          | Or                                                                      | Or             | Argent                                                                 | Argent         | Bronze                                                                               | Bronze         |
| --------------------- | ----------------------------------------------------------------------- | -------------- | ---------------------------------------------------------------------- | -------------- | ------------------------------------------------------------------------------------ | -------------- |
| Épreuves élites       |                                                                         |                |                                                                        |                |                                                                                      |                |
| Kilomètre             | François Pervis                                                         | 1 min 03 s 994 | Quentin Lafargue                                                       | 1 min 04 s 462 | Charlie Conord                                                                       | 1 min 04 s 694 |
| Keirin                | Mickaël Bourgain                                                        |                | Grégory Baugé                                                          |                | Kévin Sireau                                                                         |                |
| Vitesse               | Grégory Baugé                                                           |                | Kévin Sireau                                                           |                | Mickaël Bourgain                                                                     |                |
| Vitesse par équipes   | Bretagne Vincent Picaud Kévin Guillot Judicaël Le Champion              | 1 min 05 s 056 | Orléanais Marc Sarreau Julien Palma Sébastien Marques                  | 1 min 05 s 954 | Provence Mickaël Valenza Sébastien Court Guillaume Gonzalez                          | 1 min 06 s 334 |
| Poursuite             | Damien Gaudin                                                           |                | Julien Duval                                                           |                | Jérôme Cousin                                                                        |                |
| Poursuite par équipes | Pays de la Loire Damien Gaudin Jérôme Cousin Bryan Nauleau Angélo Tulik | 4 min 20 s 527 | Orléanais Alexis Jarry Morgan Lamoisson Maël Maziou Alexandre Piat     | 4 min 28 s 121 | Rhône-Alpes Morgan Kneisky Guillaume Perrot François Lamiraud Kévin Fouache          | 4 min 25 s 378 |
| Américaine            | Kévin Fouache Morgan Kneisky                                            |                | Jérôme Cousin Damien Gaudin                                            |                | Rémi Badoc Vivien Brisse                                                             |                |
| Course aux points     | Vivien Brisse                                                           | 61 pts         | Benoît Daeninck                                                        | 53 pts         | Guillaume Perrot                                                                     | 49 pts         |
| Scratch               | Morgan Kneisky                                                          |                | Julien Duval                                                           |                | Jonathan Mouchel                                                                     |                |
| Épreuves espoirs      |                                                                         |                |                                                                        |                |                                                                                      |                |
| Kilomètre             | Charlie Conord                                                          | 1 min 04 s 694 | Ghislain Boiron                                                        | 1 min 05 s 124 | Thierry Jollet                                                                       | 1 min 05 s 291 |
| Poursuite             | Jérôme Cousin                                                           |                | Nicolas Giulia                                                         |                | Bryan Nauleau                                                                        |                |
| Épreuves juniors      |                                                                         |                |                                                                        |                |                                                                                      |                |
| Kilomètre             | Florian Vernay                                                          | 1 min 06 s 976 | Mickaël Valenza                                                        | 1 min 07 s 536 | Thibault Monvoisin                                                                   | 1 min 09 s 242 |
| Keirin                | Florian Vernay                                                          |                | Mickaël Valenza                                                        |                | Judicaël Le Champion                                                                 |                |
| Vitesse               | Mickaël Valenza                                                         |                | Kévin Guillot                                                          |                | Florian Vernay                                                                       |                |
| Poursuite             | Julien Morice                                                           | 3 min 31 s 734 | Bryan Coquard                                                          | 3 min 33 s 308 | Jules Pijourlet                                                                      | 3 min 34 s 04  |
| Poursuite par équipes | Normandie Emmanuel Kéo Maxime Daniel Laurent Demeilliers Enzo Hollville | 4 min 26 s 037 | Bretagne Julien Morice Nicolas Janvier Fabien Le Coguic Romain Le Roux | 4 min 29 s 576 | Orléanais Damien Charrault Quentin Naldjian-Henrion Stéphane Duguenet Romain Combaud | 4 min 31 s 859 |
| Course aux points     | Emmanuel Kéo                                                            | 21 pts         | Maxime Daniel                                                          | 20 pts         | Sébastien Bergeret                                                                   | 17 pts         |
| Américaine            | Nicolas Janvier Fabien Le Coguic                                        |                | Stéphane Lemoine Charly Saumon                                         |                | Jauffrey Betouigt-Suire Florian Legrandois                                           |                |

### Femmes
| Compétitions      | Or                 | Or             | Argent          | Argent         | Bronze             | Bronze         |
| ----------------- | ------------------ | -------------- | --------------- | -------------- | ------------------ | -------------- |
| Épreuves élites   |                    |                |                 |                |                    |                |
| 500 m             | Sandie Clair       | 34 s 246       | Clara Sanchez   | 35 s 463       | Virginie Cueff     | 35 s 800       |
| Vitesse           | Clara Sanchez      |                | Virginie Cueff  |                | Sandie Clair       |                |
| Poursuite         | Fiona Dutriaux     | 3 min 55 s 839 | Jeannie Longo   | 3 min 56 s 185 | Pascale Jeuland    | 3 min 57 s 334 |
| Course aux points | Pascale Jeuland    | 52 pts         | Sophie Creux    | 37 pts         | Flavie Montlusclat | 23 pts         |
| Scratch           | Pascale Jeuland    |                | Fiona Dutriaux  |                | Sophie Creux       |                |
| Épreuves juniors  |                    |                |                 |                |                    |                |
| 500 m             | Olivia Montauban   | 35 s 868       | Magali Baudacci | 36 s 245       | Laurie Berthon     | 37 s 535       |
| Vitesse           | Olivia Montauban   |                | Magali Baudacci |                | Laurie Berthon     |                |
| Poursuite         | Roxane Fournier    | 2 min 39 s 945 | Laurène Dendauw | 2 min 48 s 867 | Marion Rousse      | 2 min 40 s 844 |
| Course aux points | Flavie Montlusclat | 23 pts         | Roxane Fournier | 5 pts          | Marion Rousse      | 4 pts          |